# Драга, смањили смо се
Драга, смањили смо се (енгл. Honey, We Shrunk Ourselves) америчка је филмска комедија из 1997. године. Режију потписује Дин Канди, по сценарију Керија Киркпатрика, Нел Сковел и Џоела Хоџсона, док главну улогу тумачи Рик Моранис. Наставак је филма Драга, повећао сам дете из 1992. године.
Један је од првих играних филмова студија Walt Disney Pictures који је створен за приказивање преко кућних медија. Франшиза је настављена телевизијском серијом Драга, смањио сам децу: Серија, док је тренутно у производњи благи рибут франшизе који ће приказати Disney+.

## Радња
Смотани научник и проналазач Вејн Салински опет има проблем са машином за смањивање. Овај пут, стицајем разних околности, нехотице је смањио себе, свог брата као и њихове супруге. Да би преживели, морају се изборити са, за њих огромним, инсектима.

## Улоге
| Глумац         | Улога            |
| -------------- | ---------------- |
| Рик Моранис    | Вејн Салински    |
| Ив Гордон      | Дајана Салински  |
| Стјуарт Панкин | Гордон Салински  |
| Робин Бартлет  | Патриша Салински |
| Баг Хол        | Адам Салински    |
| Алисон Мак     | Џени Салински    |
| Џејк Ричардсон | Мичел Салински   |
| Џоџо Адамс     | Рики Кинг        |
| Мила Кунис     | Џил              |